# مربع تفعيل

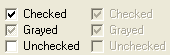
اشكال صندوق الإختيار

مُرَبَّعُ تَفْعيل أو صندوق الاختيار أو مربع الاختيار (بالإنجليزية: Checkbox)‏  هي أداة واجهة مستخدم رسومية تسمح للمستخدم بالقيام باختيار ثنائي، أي الاختيار بين أحد الخيارين المحتملين المتبادلين، على سبيل المثال قد يضطر المستخدم للإجابة بـ «نعم» (محدد) أو «لا» (غير محدد) على سؤال بسيط بنعم / لا.
تظهر مربعات الاختيار كـ ☐ عند عدم تحديدها، أو ☑ أو ☒ (اعتمادًا على واجهة المستخدم الرسومية) عند تحديدها، عادةً ما يتم عرض التسمية التوضيحية التي تصف معنى مربع الاختيار بجوار مربع الاختيار، يتم عكس حالة مربع الاختيار عن طريق النقر بالماوس على المربع، أو التسمية التوضيحية، أو باستخدام اختصار لوحة المفاتيح، مثل شريط المسافة.
في كثير من الأحيان، يتم تقديم سلسلة من مربعات الاختيار، ولكل منها خيار ثنائي بين خيارين. ثم يمكن للمستخدم تحديد العديد من الخيارات، يمكن تحديد خيار واحد فقط من بين عدة اختيارات متبادلة.

## الكود في إتش تي إم ال
في نماذج الويب، يتم استخدام عنصر كالسطر التالي لعرض مربع اختيار.
```
input type = "checkbox
```

## مربع الاختيار ثلاثي الحالة

نموذج لصندوق الإختيار ثلاثي الحالة

تستخدم بعض التطبيقات مربعات الاختيار التي تسمح بحالة غير محددة بالإضافة إلى الخيارين اللذين يوفرهما مربع الاختيار العادي، تظهر هذه الحالة الثالثة على شكل مربع أو شرطة في خانة الاختيار، وتشير إلى أن حالتها لم يتم تحديدها أو إلغاء تحديدها، يتم استخدام هذا غالبًا عندما تكون خانة الاختيار مرتبطة بمجموعة من العناصر في حالات مختلطة، لا يمكن عادةً تحديد الحالة غير المحددة من قبل المستخدم، ويتم التبديل إلى حالة محددة عند تنشيطها.